# Anthidiellum nigripes
Anthidiellum nigripes är en biart som först beskrevs av Heinrich Friese 1904.  Anthidiellum nigripes ingår i släktet Anthidiellum och familjen buksamlarbin. Inga underarter finns listade i Catalogue of Life.